# 人見氏
人見氏（ひとみし）は日本の武家のひとつ。

## 小野姓流猪俣氏流 人見氏
人見氏は武蔵国幡羅郡人見邑を発祥とする一族である。本姓は小野氏。家系は武蔵七党のひとつ猪俣党の支流とされる。猪俣五郎時範の四世、政経とその従弟 清重を祖とするという。
埼玉県深谷市人見の上越新幹線付近に館跡の遺構が残されている。同市一乗寺が菩提寺にあたり、累代の墓がある。猪俣氏流人見氏は、室町時代の初め頃丹波国に移ったとされる。

## 藤原姓斎藤氏流 人見氏
斎藤基高の五世、斎藤基胤の子 基親を祖とするという。

## 常陸国の人見氏
常陸守護職 佐竹氏家臣の人見氏は本姓を藤原氏とする。武蔵国の住人 人見駿河守が佐竹氏の祖となる源義業の常陸国移住に随従するという。佐竹氏の家老 人見藤道など佐竹氏の有力武将として活躍した人物を多く輩出した。
人見氏は佐竹氏の重臣として家老職他、瀬谷城主を務めた。人見正朝は佐竹氏一門 山入氏の血を引く、田那部藤秀を婿としていたが藤秀が合戦に敗れたため、外孫にあたるその遺児 吉松を引き取り、養育したという。その子が長じて福地姓を称し、福地豊前守正秀と名乗り、子孫は秋田及び常陸に在国すると記録がある。
一族も多く、同じく佐竹家臣 安島氏の系図では、佐竹東家の家臣 安島大膳亮の長女が人見紀伊守に嫁すとある。また、大膳亮から三代 安島吉兵衛信昌の三男 信就が人見庄兵衛光等の養子となるという。子孫は秋田藩士またはそのまま常陸国内に留まった者もいる。

### 秋田藩士 人見氏
秋田に下向した人見氏の系譜としては人見藤家の系統が見える。同家は幕紋 三頭巴。藤政の子 藤家※の代に秋田に下向するという。
```
系譜 人見藤家―藤政―藤家※―藤政―藤通―藤香
```

### 水戸藩の志士・義民としての人見氏
- 人見清七 幕末の義民。常陸国茨城郡川又村の里正。天狗党の乱に天狗方として加わり、捕らわれる。下総国銚子から江戸佃島に移されるが、慶応2年(1866年)7月、水戸に移送されるが9月7日、獄死する。享年46。靖国神社合祀[6]。